# Ia Lốp
Ia Lốp là một xã thuộc tỉnh Đắk Lắk, Việt Nam.

## Địa lý
Xã Ia Lốp có diện tích 194,08 km², dân số năm 2022 là 6.721 người, mật độ dân số đạt 34 người/km².

## Lịch sử
Ngày 28 tháng 9 năm 2024, Ủy ban Thường vụ Quốc hội ban hành Nghị quyết số 1193/NQ-UBTVQH15 về việc sắp xếp đơn vị hành chính cấp xã của tỉnh Đắk Lắk giai đoạn 2023 – 2025 (nghị quyết có hiệu lực từ ngày 1 tháng 11 năm 2024). Theo đó, điều chỉnh 3,96 km² diện tích tự nhiên và quy mô dân số là 80 người của xã Ia Rvê vào xã Ia Lốp.
Sau khi điều chỉnh, xã Ia Lốp có 194,08 km² diện tích tự nhiên và quy mô dân số là 6.721 người.